# Rio Mocorón
Mocorón é um rio que atravessa o território de Honduras, na América Central.